# Вогданциотис, Георгиос
Георгиос Вогданциотис (Караискакис) (греч. Γεώργιος Καραϊσκάκης; ? — 1910) — греческий клефт и македономах, то есть борец за воссоединение Македонии с Грецией.

## Биография
Геогиос Вогданциотис родился в середине XIX века в городе Богданци. Участвовал в стихийном македонском восстании 1878 года против османского владычества. После подавления восстания турками, Вогданциотис продолжил борьбу в качестве клефта в регионах ном Флорина и ном Кастория.
Преследуемый османскими властями, в конце 1878 года был вынужден скрыться на автономной болгарской территории.
В апреле 1879 года вернулся в Македонию с новым отрядом клефтов. Вогданциотис одевался в греческую фустаннелу (юбку) и носил чёрный платок на голове. Но кроме греков в отряде было несколько болгар и сербов, которые выделялись своей одеждой.
В 1879 году отряд напал на турецкое село Серменли в районе Гевгелия, но был изгнан турецкими войсками, после чего был вынужден скрыться на одной из вершин горы Вермион.
В том же году, отряд совершил нападение на село Лангадья, но понёс большие потери. Вогданциотис продолжил свою клефтскую войну до начала борьбы за Македонию.

## Борьба за Македонию
В 1904 году Вогданциотис вступил в греческую организацию «Македонская оборона» и во главе своего отряда приступил к военным действиям против болгарских четников в областях Гевгелия, Богданци, Струмица и Ругуновец (ныне Поликастрон). Базой для его отряда были два ныне осушенных озера в районе Ругуновец (Карасуле). Отряд Вогданциотиса воевал против болгарских четников до 1908 года и младотурецкой революции. После 1908 года в районе Струмицы появились новые четы пришедшие с болгарской территории и столкновения возобновились. Вогданциотис погиб в районе Струмицы в 1910 году в стычке с болгарскими четниками.